# Jennita
La jennita es un mineral de la clase de los inosilicatos. Fue descubierta en 1966 en el condado de Riverside, en California (EE. UU.), nombrada así por el estadounidense Clarence M. Jenni, que descubrió el mineral.

## Características químicas
Es un silicato hidroxilado de calcio, muy hidratado. Su estructura está muy relacionada con los minerales del grupo de la tobermorita, aunque no pertenece a él, los cuales son todos cementos bien conocidos en la industria, con una capacidad elevada de reaccionar con el agua produciendo endurecimiento químico de la mezcla del cemento.
La estructura química de la jennita se compone de cadenas individuales del tipo wollastonita, es decir, cadenas simples con una unidad que se repite con tres tetrahedros de sílice (SiO4), cintas de octaedros Cao6 de borde compartido, y octaedros CaO6 adicionales sobre centros de inversión.
Además de los elementos de su fórmula, suele llevar como impurezas: titanio, aluminio, hierro, manganeso, magnesio, sodio, potasio y fósforo.

## Formación y yacimientos
Es un mineral que se forma en la última etapa del metamorfismo de rocas calizas; suele encontrarse rellenando parcialmente espacios abiertos y en vetas de rocas fracturadas.
Suele encontrarse asociado a otros minerales como: tobermorita, scawtita, calcita, afwillita, oyelita o spurrita.